# 59 Times the Pain
59 Times the Pain fou un grup suec de música hardcore punk que estigué en actiu de l'any 1992 fins al 2002.

## Història
El grup es va formar a Fagersta el 1992 amb Magnus Larnhed (veu i guitarra), Michael Conradsson (baix), Toni Virtanen (bateria) i Kai Kalliomäki (guitarra). El nom del grup és amb motiu d'una cançó de Hüsker Dü. Kalliomäki aviat va abandonar la banda essent substituït per Niklas Lundgren. La seva primera maqueta, Feeling down, va cridar l'atenció de la discogràfica Burning Heart Records i, el 1993, el grup va signar amb el segell. L'any següent 59 Times the Pain va gravar el seu àlbum de debut Blind Anger & Hate.
El març de 1995, el grup va començar a enregistrar el seu segon àlbum, More Out of Today amb Unisound Studio. L'èxit underground de More Out of Today i de Blind Anger & Hate van permetre a 59 Times the Pain esdevenir una banda d'èxit amb extenses gires internacionals i crítiques excel·lents dels seus concerts.
El seu quart àlbum, End of the Millennium, va ser publicat el març de 1999, i el seu cinquè i últim àlbum, Calling The Public, el 2001. 59 Times the Pain també va incloure cançons en vàries compilacions. El 30 de gener de 2008 es van reunir per a tocar al festival flamenc Groezrock.

## Discografia

### Àlbums
- Blind Anger & Hate - 1994
- More Out of Today - 1995
- Twenty Percent of My Hand - 1997
- End of the Millennium - 1999
- Calling the Public - 2001[4][5]

### EP
- Even More Out Of Today - 1995
- Music For Hardcorepunx - 1998
- Turn At 25th - 1999
- 59 Times the Pain / Subterranean Kids (1999, Tralla Records)[6]

### Videoclips
- More Out of Today (1995)
- Can't Change Me (1997)
- Turn at 25th (1999)